# Lexem
Lexem ⓘ (von altgriechisch λέξις léxis, deutsch ‚Wort‘) ist ein Fachausdruck der Sprachwissenschaft (Linguistik). Es handelt sich meist um eine genauer gefasste Version des Begriffs Wort, die auf ein Wort als abstrakten Bestandteil im Wortschatz einer Sprache zielt. Im Begriff Lexem wird also von einzelnen grammatischen Merkmalen und grammatischen oder lautlichen Erscheinungsformen eines Wortes abstrahiert. Das Lexem repräsentiert das sprachliche Wissen, das mit einem Wort insgesamt verbunden ist, also das Wissen darüber, welche syntaktischen Eigenschaften und welche Wortformen es haben kann (Deklinations- oder Konjugationsformen), welche Lautgestalt bzw. Schriftgestalt und welche Bedeutung bzw. welches Bedeutungsspektrum es haben kann.
Daneben wird der Terminus Lexem aber, je nach sprachwissenschaftlicher Tradition, auch in anderen Bedeutungen verwendet.

## Die Mehrdeutigkeit von „Lexem“

### Überblick
Wie andere linguistische Fachbegriffe mit der Endung -em (gesprochen mit betontem, langem „e“) bezeichnet auch Lex-em eine sprachliche Einheit auf einer bestimmten Analyseebene (vgl.: Phonem = Laut-Einheit, Morphem = Form-Einheit, morphologische Einheit). Das Lexem ist eine Einheit des Lexikons, also des Wortbestandes einer Sprache.
Je nach sprachwissenschaftlicher Tradition sind allerdings mindestens drei verschiedene Bedeutungen der Bezeichnung feststellbar:
- Lexem(1) = Abstraktion über Wortformen
- Lexem(2) = nicht ableitbare Bedeutungseinheit („Listem“)
- Lexem(3) = lexikalisches Morphem

Die erste dieser drei Bedeutungen ist die häufigste, viele Quellen nennen bzw. vertreten nur diese.
Die dritte Bedeutung ist heute am wenigsten verbreitet.
Auch wenn Quellen eine Mehrdeutigkeit nennen, unterscheiden sie oft nicht alle drei. Es kommt auch manchmal vor, dass Autoren mehrere der Bedeutungen in ein und demselben Text vermengen; auffällig wird dies vor allem bei Beteiligung der dritten.

### „Lexem“ als Abstraktion über Wortformen
Verschiedene grammatische Wortformen, die sich wesentliche Merkmale wie Grundbedeutung und Wortart teilen, werden zu einem Lexem zusammengefasst. Das Lexem ist also hier das, wovon die Wortformen Formen sind; die verschiedenen Wortformen sind die Konkretisierungen des Lexems:
- (ich) singe, (du) singst, (er) singt, (wir) singen, (ihr) singt, (sie) singen

Die Beispiele zeigen alle dasselbe Lexem, das in Erscheinung tritt als 4 äußerlich verschiedene Wortformen oder 6 Elemente mit verschiedenen Konjugationsmerkmalen („syntaktische Wörter“). Das Lexem ist also eine abstrakte Einheit, es wird dann z. B. durch Setzung in Großbuchstaben symbolisiert: „Das Lexem SING(EN) hat im Präsens 6 verschiedene Konjugationsformen.“ Insofern ist es nicht möglich, ein Lexem zu äußern, tatsächlich geäußert werden nur Wortformen.
Komposition und Wortableitung mit einem Stamm gehören dagegen nicht zu demselben Lexem:
- singen / Sänger / Singstimme / Singsang

konkretisieren vier verschiedene Lexeme. Eine solche Sammlung von verwandten Lexemen wird stattdessen als „Lexemverband“ oder Wortfamilie bezeichnet.
Da die Wortart bei dieser Definition relevant und lexemunterscheidend ist, erfordert diese Begrifflichkeit eine Theorie des Wortaufbaus (der Morphologie), in der Flexionsmorphologie und Wortbildungsmorphologie strikt getrennt sind.
Verschiedene Darstellungen unterscheiden sich darin, ob neben den Wortformen auch mehrere Lesarten eines Wortes in ein Lexem zusammengefasst werden, oder ob Bedeutungsvariation (Polysemie) zu jeweils eigenen Lexemen führt. Da Polysemie ein graduelles Phänomen ist, können solche Entscheidungen auch vom Grad der Bedeutungsähnlichkeit abhängig gemacht werden, oder von der Regelmäßigkeit der Bedeutungsbeziehung.

### „Lexem“ als gelistete Bedeutungseinheit
Gemeint ist in dieser zweiten Bedeutung eine Einheit, deren Bedeutung man sich als Ganzes merken muss; auch wenn der Ausdruck komplex aufgebaut ist, ergibt sich die Bedeutung nicht aus den Bestandteilen. Wenn man eine Unterscheidung macht, dass syntaktische Verbindungen normalerweise nicht gespeichert, sondern produktiv gebildet werden und „Wörter“ in irgendeinem Sinn die Einheiten sind, die man als Bausteine auflisten und wie Vokabeln lernen muss, kann man einen Begriff einer „Einheit der Vokabelliste“ bilden, dann auch „Listem“ genannt. Die Einheitlichkeit besteht rein auf der Bedeutungsebene. Die grammatische Form einer gelisteten Einheit ist dann hingegen sehr variabel:
- Normales Einzelwort (Simplex) oder komplexes, abgeleitetes Wort.
- Mehrgliedriger Ausdruck, Mehrwortlexem, Mehrwortausdruck,[13] Wortgruppenlexem: Dies sind besonders enge kognitive Einheiten, zum Beispiel in Gang setzen; halb und halb; schwarzer Freitag;[14] rechter Winkel, Europäische Union[15]
- Phrase, Phrasem, Idiom: jemandem im Nacken sitzen; den Löffel abgeben

Andererseits kommen dann auch Wortbestandteile als Listeme in Frage, da auch Wörter produktiv gebildet werden können; etwa im Ausdruck unbegehbar können aufgelistet werden: UN, BE, GEH, BAR.
Es wird betont, dass dieser Begriff vom ersteren zu trennen ist, wobei die Tatsache der Auflistung beiden gemeinsam ist. Jedoch besteht das Problem, dass z. B. das Lexem LÖFFEL und die Phrase den Löffel abgeben (= „sterben“) beide nebeneinander aufzulisten wären, obwohl die Phrase auch ein Vorkommen des Lexems LÖFFEL in der Wortform Akkusativ-Singular enthält. Daher handelt es sich bei Abstraktion über Wortformen und Auflistung im Lexikon um unabhängige Perspektiven auf dasselbe Material. Diese Grenze wird aber nicht in allen Darstellungen deutlich gezogen.
Ein Lexem in diesem zweiten Sinn des „Listems“ wird außerdem auch semantisches Wort, lexikalisches Wort, Lexikonwort, lexikalisches Element, lexikalische Einheit, Lexikoneintrag (engl.: lexical entry) genannt.

### „Lexem“ als lexikalisches Morphem
In einer älteren Tradition, die von André Martinet (1960) herstammt, besteht insgesamt eine andere Terminologie zur Bezeichnung von Wörtern und Wortteilen, dies führt insbesondere auch zu einer anderen Bedeutung von „Lexem“.
In den Bildungen schreib-st (Flexionsform) und Schreib-er (Derivation) würde dann jeweils der Teil schreib als „Lexem im Sinne Martinets“ bezeichnet, nämlich als der Teil, von dem die Bedeutung als Inhaltswort herstammt. Es ergeben sich folgende Entsprechungen:
|                               | Gängige moderne Terminologie        | Martinet (1960)   |
| „Wort“                        | (technisch:) Lexem                  | (allg., frz.) mot |
| Wortteil, allgemein           | Morphem                             | Monem             |
| Wortteil, mit lexikal. Gehalt | lexikalisches Morphem, Grundmorphem | Lexem             |
| Wortteil, grammatisch         | grammatisches Morphem               | Morphem           |

In dieser Terminologie ergibt sich, dass grammatische Wörter bzw. Funktionswörter nicht als Lexeme bezeichnet werden können bzw. kein Lexem enthalten. Diese Sicht scheint auf die anderen Deutungen des Ausdrucks Lexem teilweise auszustrahlen, indem dann bezweifelt wird, ob Präpositionen oder Pronomen auch Lexeme seien; sie verhalten sich im Sinne der ersten Definition aber als solche, da sie in flektierten Wortformen in Erscheinung treten (in einigen Sprachen gilt dies auch für Präpositionen).

## Abgrenzung zu anderen Begriffen

### Wort
Vielfach wird Wort als Synonym für Lexem angegeben und es heißt, statt vom Wort spreche die Semantik von Lexem. Vor allem in älteren Arbeiten und der nichtwissenschaftlichen Literatur erscheint Wort anstelle von Lexem. Aus heutiger Sicht handelt es sich bei dem Wort „Wort“ um einen vortheoretischen Begriff, der in der Sprachwissenschaft in verschiedene Spezialbegriffe zerlegt worden ist.

### Grundform eines Wortes
Das Lexem als abstrakte Einheit hinter den Wortformen muss irgendwie benannt werden, dies geschieht dann unter Verwendung der Zitierform bzw. Grundform, z. B. indem diese in Großbuchstaben gesetzt wird: „das Lexem TISCH“. Dennoch sind Zitierform und Lexem auseinanderzuhalten. Vor allem ist die Zitierform eine konkrete Form, die geäußert werden kann, das Lexem nicht, da es eine Abstraktion ist.

### Morphem
Ein Morphem ist die kleinste bedeutungstragende Einheit einer Sprache. Auf der Formseite sind Lexeme aus Morphemen aufgebaut. Es gibt lexikalische Morpheme (Stadt, Land, Buch-laden) und grammatikalische Morpheme (in, aus, er-, -ung). Viele Simplizia bestehen aus nur einem Morphem (Stadt, Land, Mensch, vgl. auch Monem). Ein Morphem kann eine semantische Bedeutung oder eine grammatische Funktion ausdrücken. In klassisch-semantischer Terminologie besteht ein Lexem aus mindestens einem lexikalischen Morphem sowie beliebig vielen grammatischen Derivationsmorphemen, aber abstrahiert von den möglichen grammatischen Flexionsmorphemen.

### Sem und Semem
Sem nennt man (mitunter) in der semantischen Komponentenanalyse die kleinste Bedeutungseinheit. Ein Lexem besteht nach dieser Terminologie aus einem oder mehreren Semen. Die Abgrenzung vom Begriff Semem hängt davon ab, was man unter einem Semem versteht. Das Gleiche gilt für den Begriff des Semantems.

## Besondere Arten von Lexemen

### Simplex (Grundwort)
Ein einfaches Lexem heißt Simplex (auch Grundwort; Einzelwortlexem) Das Simplex ist weder abgeleitet noch zusammengesetzt.
Sowohl ein Simplex als auch ein bereits komplexes Wortbildungsprodukt (Paralexem) kann als Ausgangspunkt weiterer Wortbildung dienen, hierbei entstehen jeweils neue Lexeme.

### Archilexem
Archilexem bezeichnet, in einer Begriffsprägung von Eugenio Coseriu, ein Lexem, das innerhalb eines Wortfeldes die Bedeutung des gesamten Feldes umgreift, so dass also die anderen Mitglieder des Wortfeldes dessen Unterbegriffe sind. Beispielsweise ist „Gewässer“ das Archilexem in dem Wortfeld, das auch die Lexeme „Bach, Fluss, See“ enthält.